# Grafenrheinfeld
Grafenrheinfeld é um município da Alemanha, situado no distrito de Schweinfurt, no estado da Baviera. Tem 11,35 km² de área, e sua população em 2019 foi estimada em 3.426 habitantes.